# Gweta
Gweta is een dorp in het district Central in Botswana. De plaats telt 5304 inwoners (2011).